# Timbres de Wallis-et-Futuna 2005
Cet article recense les timbres de Wallis-et-Futuna émis en 2005 par le Service des postes et télécommunications de l'archipel.

## Généralités
Les timbres portent la mention « RF Wallis et Futuna Postes 2005 » (monogramme RF pour République française / nom du pays émetteur / millésime). La valeur faciale est libellée en franc Pacifique, abréviation : XPF.
Les timbres sont en usage dans cette collectivité d'outre-mer rattachée à la France.

## Légende
Pour chaque timbre, le texte rapporte les informations suivantes :
- date d'émission, valeur faciale et description,
- formes de vente,
- artistes concepteurs et genèse du projet,
- manifestation premier jour,
- date de retrait, tirage et chiffres de vente,

ainsi que les informations utiles pour une émission donnée.

## Janvier

### Cônes de Wallis-et-Futuna
Le 26 janvier, est émis un bloc de quatre timbres de 55 XFP sur quatre espèces de cônes : Conus eburneus, Conus generalis, Conus imperialis et Conus textile. Les coquilles sont photographiés sur un fond vert entouré de décorations noires.
Les timbres de 3,6 × 2,6 cm sont réalisés par C. Massenavette et sont imprimés en offset.
Le bloc est retiré de la vente le 21 juillet 2006.

### Contes et légendes de Wallis-et-Futuna
Le 31 janvier, est émis un bloc-feuillet de quatre timbres organisés en deux diptyques. Les deux timbres du haut ont une valeur de 65 XFP, les deux du bas de 75 XFP. Les dessins sont de couleurs pastels et de couleurs vives. Autour des diptyques, des titres de contes et légendes de l'archipel sont écrits : « Atolato et la Papelagi [?]. La naissance des chats. L'ogre de Fale wo. Les deux frères. Le lézard et la raie. Sape le pied-bot. L'Odyssée du Pacifique. Bobi et la princesse. Comme des frères. Le dragon du Lalolalo. Le lapin et le singe. Noë et Tarra. »
Les timbres ont été dessinés par des élèves du collège de Lano. Le feuillet est imprimé en offset.
Le bloc est retiré de la vente le 21 juillet 2006.

## Février

### La pirogue traditionnelle
Le 25 février, est émis un timbre de 330 XFP illustré d'un paysage insulaire avec, au premier plan, une pirogue à balancier tirée en cale sèche.
Le timbre d'un format de 3,6 × 2,6 cm est dessiné par Rébeccas Hoatau et imprimé en offset en feuille de dix exemplaires.
Le timbre est retiré de la vente le 21 juillet 2006.

## Mars

### Francophonie, partage des cultures
Le 17 mars, dans le cadre d'une émission conjointe avec la Nouvelle-Calédonie, est émis un timbre de 135 XFP sur les thèmes de la francophonie et du partage des cultures, à l'occasion de la dixième Semaine de la langue française et de la francophonie, du 17 au 26 mars. Quatre personnages, chacun d'une couleur de peau différente, lisent dans un décor naturel un livre titré du nom des deux thèmes. L'émission coïncide avec le 20e anniversaire de l'Alliance Champlain, une association néo-calédonienne de promotion de la langue française.
Le dessin, commun aux deux territoires d'outre-mer français, est signé Sébastien Lesire. Le timbre de 3,6 × 2,6 cm est imprimé en offset en feuille de dix exemplaires.
Le timbre est retiré de la vente le 21 juillet 2006.

### Enquête budget des familles
Le 31 mars (selon Timbres magazine) ou le 20 avril (selon le site du WNS), est émis un timbre rond de 205 XFP pour annoncer l'organisation par le Service territorial de la statistique et des études économiques (STSEE) d'une enquête sur le budget des familles de l'archipel. Le calendrier de cette enquête va de septembre 2004 début de la préparation de l'enquête à décembre 2006 fin du traitement des données, en passant par la collecte entre juin 2005 et mai 2006. Le timbre fait partie de la campagne de communication à destination des habitants. Le timbre rond représente le profil des trois principales îles et un motif traditionnel autour.
Le timbre est conçu par le STSEE et est imprimé en feuille de dix timbres.
Le timbre est retiré de la vente le 21 juillet 2006.

## Avril

### Fresque guerrière
Le 19 avril, est émis une bande de cinq timbres de 5, 10, 20, 30 et 50 XFP (115 XFP au total) au motif identique : une fresque guerrière. La couleur du mur et des personnages varie selon la valeur.
Le timbre de 3,6 × 2,6 cm est dessiné par Henri Tailhade pour une impression en offset en feuille de cinq bandes horizontales.
Les timbres sont retirés de la vente le 21 juillet 2006.

## Mai

### Le cricket traditionnel
Le 16 mai, est émis un timbre de 190 XFP sur le kirikiti, une forme de cricket originaire des îles Samoa. Le timbre représente un batteur s'apprêtant à frapper une balle.
Le timbre de 3,6 × 4,8 cm est dessiné par R. Bustillo et est imprimé en offset en feuille de dix unités.
Le timbre est retiré de la vente le 21 juillet 2006.

## Juin

### Papillons
Le 30 juin, est émis un diptyque sur deux espèces de papillons : le Papilio montrouzieri pour le 40 XFP et le Danaus pumila sur le 60 XFP.
Les deux timbres de 3,6 × 2,6 cm chacun sont dessinés par Jean-Richard Lisiak. L'impression est réalisé en offset.
Le diptyque est retiré de la vente le 21 juillet 2006.

## Juillet

### Lanceur d'Ulutoa
Le 15 juillet, sous la forme d'un carnet de dix timbres autocollents, est émis un timbre de 115 XFP intitulé « Tradition : lanceur d'Ululoa ».
Le dessin d'inspiration archéologique est d'Henri Tailhade. Le carnet est imprimé en offset. Le timbre est d'un format de 2,6 × 3,6 cm et dispose d'une dentelure ondulée de 11,5.
Le timbre est retiré de la vente le 23 février 2007.

### Wallis d'autrefois
Le 15 juillet, est émis un diptyque avec vignette centrale représentant des scènes anciennes de la population de l'île Wallis. Le 155 XFP est une image d'un village ; le 175 XFP un groupe de femmes et de jeunes filles devant une maison. La vignette centrale sans valeur postale signale le motif de l'émission, l'organisation de la 2e exposition philatélique locale du 14 juillet au 14 août 2006. 
Les images sont signées Alain Jacquart et les timbres de 4,8 × 2,7 cm sont gravés par Claude Jumelet. Chaque feuille contient cinq diptyques avec chacun sa vignette centrale.
Le diptyque est retiré de la vente le 23 février 2007.

## Août

### 1reliaisonaérienne Nouméa-Hihifo

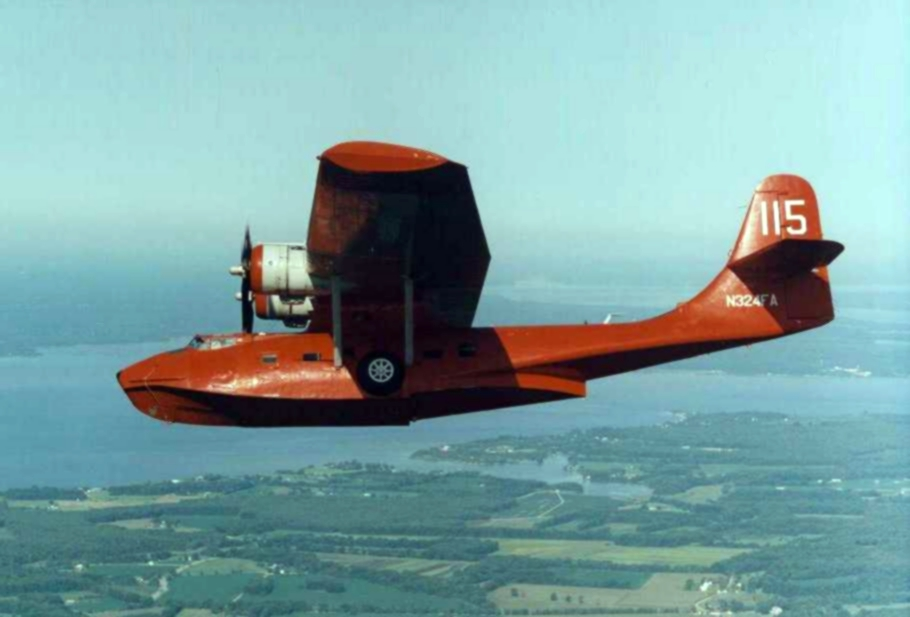
Un PBY Catalina civil similaire de celui utilisé pour la 1re liaison Nouméa-Hihifo.

Le 19 août, est émis un timbre commémoratif de 380 XFP pour la première liaison aérienne entre Nouméa en Nouvelle-Calédonie et Hihifo sur l'île Wallis, le 30 août 1947. Le timbre représente l'hydravion de type Catalina qui réalisa le vol, ainsi que les noms des membres de l'équipage.
Le timbre de 4,8 × 2,7 cm est dessiné par Jean-Pierre Rossignol (d'après Timbres magazine n°60, mais son nom n'est pas inscrit sur l'exemplaire consultable sur le site du WNS) et gravé par Ève Luquet pour une impression en taille-douce en feuille de dix exemplaires.
Il est retiré de la vente le 23 février 2007.

### Tortues vertes à Wallis et Futuna
Le 19 août, est émis un bloc de quatre timbres de 85 XFP chacun, inclus dans un feuillet illustré en forme d'une tortue verte (Chelonia mydas). Les deux timbres du haut se déroulent sur une plage avec la naissance des bébés tortues et un spécimen adulte, tous se dirigeant vers l'océan. Les deux du bas montrent une jeune tortue nageant et un gros plan sur la tête de l'animal.
Le bloc-feuillet est l'œuvre de Jean-Richard Lisiak et est imprimé en offset. Les dimensions de chaque timbre sont de 3,6 × 2,6 cm.
Le bloc est retiré de la vente le 23 février 2007.

## Octobre

### Blason de monseigneur Jean-Armand Lamaze 27.03.1833-09.09.1906
Le 5 octobre, est émis un timbre de 500 XFP représentant le blason de monseigneur Jean-Armand Lamaze, vicaire apostolique de l'Océanie centrale.
Le timbre de 2,6 × 3,6 cm est dessiné par le père François Jaupitre et gravé par Claude Jumelet. Il est imprimé en taille-douce en feuille de 10 exemplaires.
Il est retiré de la vente le 23 février 2007.

### Orchidées de Wallis et Futuna
Le 30 octobre, est émis un timbre de 100 XFP à l'image d'une orchidée présente à Wallis-et-Futuna, la Spattoglottis cinguiculata. En feuille de dix timbres, cinq vignettes centrales sans valeur postale représentent des orchidées à différents stades de la floraison.
Le timbre carré de 4 cm de côté et les vignettes sont illustrées de photographies de P. Bonfils, et sont imprimés en offset en feuille de dix timbres et cinq vignettes centrales.
Le timbre est retiré de la vente le 23 février 2007.

## Novembre

### 59eSalon philatélique d'automne à Paris

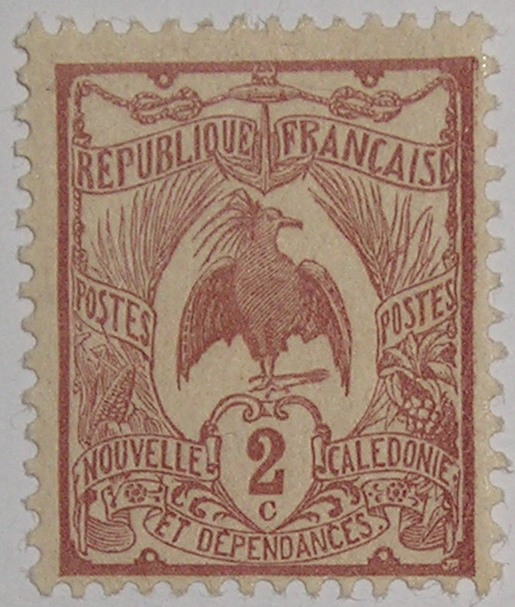
Timbre de Nouvelle-Calédonie au type Cagou, dont des exemplaires surchargés ont servi à Wallis-et-Futuna en 1920.

Le 10 novembre, sont émis deux blocs de dix  et de six timbres de 150 XFP chacun reprenant deux anciens timbres de l'histoire philatélique de Wallis-et-Futuna. 
Le premier bloc commémore l'émission en 1920 des premiers timbres de l'archipel, des timbres de Nouvelle-Calédonie au type Cagou surchargés « ILES WALLIS et FUTUNA ». Les cinq timbres de la ligne centrale (1, 2, 4, 10 et 15 centimes) n'ont pas de valeur postale ; en ont une les dix timbres 5 centimes vert surchargés 150 XFP.
Le second bloc utilise les timbres de l'archipel pour annoncer l'Exposition coloniale de 1931. Les trois timbres de la ligne centrale n'ont pas de valeur postale ; les six autres timbres reprennent le 9à centimes orange surchargés 150 XFP.
Les timbres de 2,2 × 2,8 cm pour le type Cagou et 3,6 × 2,6 cm pour le type Exposition coloniale sont imprimés en offset.
L'émission a lieu pour être disponible au Salon philatélique d'automne de Paris, du 10 au 13 novembre.
L'émission est retirée de la vente le 23 février 2007.

### Sources
- La presse philatélique française, notamment les pages « Nouveautés » de Timbres magazine. Sont publiées des informations sur les timbres émis, ainsi que les dates de retrait.